# Вуд, Брайан
Бра́йан Д. Вуд (англ. Bryan D. Wood; род. 10 марта 1944, Брандон, Манитоба) — канадский кёрлингист.
В составе мужской сборной Канады двукратный чемпион мира. Трёхкратный чемпион Канады среди мужчин.
В «классическом» кёрлинге (команда из четырёх человек одного пола) играл на позиции первого.
В 1974 был введён в Зал славы канадского кёрлинга, а в 1981 — в Зал спортивной славы Манитобы.

## Достижения
- Чемпионат мира по кёрлингу среди мужчин: золото (1970, 1971), бронза (1979).
- Чемпионат Канады по кёрлингу среди мужчин: золото (1970, 1971, 1979).

- Команда «всех звёзд» (англ. All Star Team) мужского чемпионата Канады: 1979.

## Команды
| Сезон   | Четвёртый     | Третий      | Второй        | Первый     | Турниры           |
| ------- | ------------- | ----------- | ------------- | ---------- | ----------------- |
| 1969—70 | Дон Дугид     | Род Хантер  | Джим Петтапис | Брайан Вуд | ЧК 1970 · ЧМ 1970 |
| 1970—71 | Дон Дугид     | Род Хантер  | Джим Петтапис | Брайан Вуд | ЧК 1971 · ЧМ 1971 |
| 1973—74 | Don Barr      | Майк Райли  | Doug Holmes   | Брайан Вуд | ЧК 1974 (4 место) |
| 1974—75 | Род Хантер    | Майк Райли  | Doug Holmes   | Брайан Вуд | ЧК 1975 (5 место) |
| 1977—78 | Doug Harrison | Jim Sampson | Rick Hoffman  | Брайан Вуд | ЧК 1978 (8 место) |
| 1978—79 | Барри Фрай    | Билл Кэри   | Гордон Спаркс | Брайан Вуд | ЧК 1979 · ЧМ 1979 |

(скипы выделены полужирным шрифтом)